# Carlininae
Carlininae (Dumort., 1827) è una sottotribù di piante angiosperme dicotiledoni appartenenti alla famiglia delle Asteraceae..

## Etimologia
Il nome di questa sottotribù è stato preso da un suo genere (Carlina) che è stato proposto nel XIV secolo dal botanico aretino Andrea Cesalpino e che sembra derivare da Carlo Magno che, dice una leggenda, la usò per curare i suoi soldati durante una pestilenza dei suoi soldati nei pressi di Roma su suggerimento di un angelo). In altri testi si fa l'ipotesi che il nome derivi dalla parola carduncolos (diminutivo di cardo = “cardina” o “piccolo cardo”) per la somiglianza con le piante del genere “Cardo” (Asteraceae).

Il nome scientifico della sottotribù è stato definito per la prima volta dal botanico, naturalista e politico belga Barthélemy Charles Joseph Dumortier (Tournai, 3 aprile 1797 – 9 giugno 1878) in una pubblicazione del 1827.

## Descrizione
Le specie di questa sottotribù sono erbacee perenni o arbusti, ma anche (meno frequentemente) piante annuali.
Le foglie sono spesso spinose e profondamente pennate, raramente sono intere.
Le infiorescenze sono composte da capolini per lo più solitari e avvolti da vistose brattee simili a foglie.  I capolini, omogami o eterogami, di tipo discoide, sono formati da un involucro a forma più o meno cilindrica composto da brattee (o squame) disposte su più serie all'interno delle quali un ricettacolo fa da base ai fiori tutti tubulosi (in alcuni casi sono presenti anche dei fiori radiati). Le brattee interne spesso sono molto visibile, colorate e a forma radiata. Il ricettacolo è densamente ricoperto con grandi scaglie (assenti in Tugarinovia).
I fiori sono tutti del tipo tubuloso. I fiori sono tetra-ciclici (ossia sono presenti 4 verticilli: calice – corolla – androceo – gineceo) e pentameri (ogni verticillo ha 5 elementi). I fiori sono ermafroditi e actinomorfi. Molto raramente sono presenti dei fiori periferici radiati e sterili.
- Formula fiorale:

- /x K {\displaystyle \infty }, [C (5), A (5)], G 2 (infero), achenio

- Calice: i sepali del calice sono ridotti ad una coroncina di squame.
- Corolla: le corolle dei fiori in genere sono corte.
- Androceo: gli stami sono 5 con filamenti liberi, distinti e glabri, mentre le antere sono saldate in un manicotto (o tubo) circondante lo stilo.[8] Le antere hanno delle lunghe appendici sericee.
- Gineceo: lo stilo è filiforme e corto;  gli stigmi dello stilo sono due divergenti. L'ovario è infero uniloculare formato da 2 carpelli.

Il frutto è un achenio con un pappo. L'achenio è densamente sericeo e il pericarpo è di tipo parenchimatico. Il pappo (persistente o deciduo) è formato da setole piumose spesso connate con robuste scaglie.

## Distribuzione e habitat
La sottotribù è distribuita nel Mediterraneo (o Europa del sud), Nord Africa, Caucaso, Asia centrale e orientale e Mongolia.

## Biologia
- Impollinazione: l'impollinazione avviene tramite insetti (impollinazione entomogama).
- Riproduzione: la fecondazione avviene fondamentalmente tramite l'impollinazione dei fiori (vedi sopra).
- Dispersione: i semi cadendo a terra (dopo essere stati trasportati per alcuni metri dal vento per merito del pappo – disseminazione anemocora) sono successivamente dispersi soprattutto da insetti tipo formiche (disseminazione mirmecoria).

## Tassonomia
La famiglia di appartenenza di questa voce (Asteraceae o Compositae, nomen conservandum) probabilmente originaria del Sud America, è la più numerosa del mondo vegetale, comprende oltre 23.000 specie distribuite su 1.535 generi, oppure 22.750 specie e 1.530 generi secondo altre fonti (una delle checklist più aggiornata elenca fino a 1.679 generi). La famiglia attualmente (2021) è divisa in 16 sottofamiglie.
La tribù Cardueae a sua volta è suddivisa in 12 sottotribù (la sottotribù Carlininae è una di queste).

Il numero cromosomico delle specie della sottotribù è: 2n = 18, 20, 24.

### Filogenesi

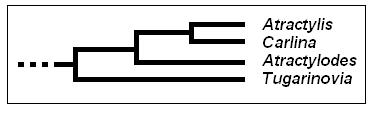
Cladogramma della sottotribù

Su questa sottotribù non sono state fatte finora delle specifiche analisi filogenetiche sul DNA, ma solo ristrette ricostruzioni su alcune specie. La sottotribù sembra aver avuto un'origine africana in quanto Carlininae è probabilmente il gruppo basale della tribù Cardueae e “gruppo fratello” di altre due sottotribù (Oldenburgieae e Tarchonantheae) che in base alle ultime ricerche risultano di origine africana (altre precedenti ipotesi di origine di questo gruppo, come specie endemiche insulari di Creta e della Macaronesia, sono da eliminare).
La divergenza di questo gruppo è calcolata tra i 36 e 27 milioni di anni fa ed è la prima sottotribù che si è divisa dal resto della tribù (occupa infatti una posizione "basale").
Il cladogramma a lato tratto dalla pubblicazione citata e semplificato mostra una possibile configurazione evolutiva del gruppo (non tutti i generi sono considerati).

### Generi della sottotribù
In questo gruppo sono compresi 6 generi e 68 specie:
| Genere                  | N. specie                 | Distribuzione                               |
| ----------------------- | ------------------------- | ------------------------------------------- |
| Atractylis L., 1753     | 27 spp.                   | Mediterraneo                                |
| Atractylodes DC., 1838  | 4 spp.                    | Asia (orientale)                            |
| Carlina L., 1753        | 29 spp.                   | Europa                                      |
| Chamaeleon Cass., 1827  | 5 spp.                    | Dal Mediterraneo al Pakistan                |
| Thevenotia DC., 1833    | 2 spp.                    | Iran e Asia centrale (zone semi-desertiche) |
| Tugarinovia Iljin, 1928 | 1 sp. (T. mongolica Ilji) | Mongolia                                    |

### Chiave analitica
Per meglio comprendere ed individuare i vari generi l'elenco seguente utilizza in parte il sistema delle chiavi analitiche (vengono cioè indicate solamente quelle caratteristiche utili a distingue un genere dall'altro).
- Gruppo 1A: le piante sono dioiche; il ricettacolo è nudo e alveolato; i capolini maschili sono più piccoli di quelli femminili, e entrambi sono scaposi su pedicelli derivati lateralmente dalla rosetta basale;

- Tugarinovia.

- Gruppo 1B: le piante sono monoiche; il ricettacolo è provvisto di scaglie; i capolini non sono scaposi e non derivano dalla rosetta basale;

- Gruppo 2A: il ricettacolo possiede delle scaglie connate che racchiudono gli acheni; le brattee più interne dell'involucro sono ben visibili e raramente sono assenti;

- Thevenotia: il ciclo biologico delle piante è annuale; le brattee più interne dell'involucro hanno gli apici con spine.
- Carlina:  il ciclo biologico delle piante è perenne o annuale; le brattee più interne dell'involucro non hanno spine.

- Gruppo 2B: le scaglie del ricettacolo sono libere e non racchiudono gli acheni; le brattee più interne dell'involucro non sono evidenti;

- Atractylodes: la lamina delle foglie è intera o con 3 - 5 lobi finemente seghettati; le brattee dell'involucro sono verdi e fogliacee; gli ispessimenti basali degli acheni sono glabri.
- Atractylis: la lamina delle foglie è normalmente pennatosetta, con denti spinosi o raramente è intera e senza spine; le brattee dell'involucro sono scariose; gli acheni sono privi di ispessimenti basali.

A questa lista va aggiunto il nuovo genere Chamaeleon.

### Generi della flora italiana
Tre generi di questa sottotribù sono presenti nella flora spontanea italiana:
- Carlina (12 specie)
- Chamaeleon (2 specie)
- Atractylis (una specie: Atractylis cancellata  L. - Masticogna annua)